# Tigru (râu)
Tigrul (ar.: Diğla دجلة ) este un râu în Asia, care străbate Turcia, Siria și Irakul (1950 km). Izvorăște din munții Taurus și se unește, pe teritoriul Irakului, cu râul Eufrat, formând fluviul Șatt el Arab (ar.: شط العرب) care se varsă în golful Persic.